# La Nona Ora
La Nona Ora est une œuvre sculpturale conçue en 1999 par l'artiste italien Maurizio Cattelan . L'installation est composée de façon très réaliste d'une sculpture grandeur nature en cire du pape Jean-Paul II habillé de la traditionnelle soutane blanche, la férule à la main, écrasé par une météorite et entouré d'éclats de verre dispersés sur un tapis rouge. Le titre de l'œuvre fait référence à l'heure de la mort du Christ sur la croix, la neuvième heure selon la théologie chrétienne.
L'œuvre est présentée en 1999 dans le cadre de l'exposition Apocalypse à la Royal Academy de Londres. Elle est vendue le 17 mai par Christie's à un collectionneur privé pour une somme de deux millions de US$. Devenue mondialement célèbre, elle contribue à la renommée de son concepteur et est depuis régulièrement exposée. Le nom de l’œuvre fait référence à Évangile selon Matthieu (27:46) : « Et vers la neuvième heure, Jésus s'écria d'une voix forte : Eli, Eli, lama sabachthani ? c'est-à-dire : Père, Père, pourquoi m'as-tu abandonné ? »
Elle appartient à l'homme d'affaires François Pinault.
Dans la série The Young Pope, l'œuvre apparaît à la fin du générique de la première saison.